# Ratkovci
Ratkovci este o localitate din comuna Moravske Toplice, Slovenia, cu o populație de circa 56 de locuitori.